# Darius Khondji
Darius Khondji (Perzisch: داریوش خنجی; Teheran, 21 oktober 1955) is een Iraans-Franse cameraman (director of photography).

## Biografie
Darius Khondji werd in 1955 in de Iraanse hoofdstad Teheran geboren als de zoon van een Iraanse vader en een Franse moeder. Op jonge leeftijd verhuisde hij met zijn familie naar Frankrijk. Later verhuisde hij naar de Verenigde Staten, waar hij studeerde aan de Universiteit van Californië in Los Angeles (UCLA), de New York-universiteit (NYU) en het Internationaal Centrum voor Fotografie.

## Carrière
In 1981 keerde Khondji terug naar Frankrijk, waar hij cameramannen als Bruno Nuytten, Martin Schafer en Pascal Marti assisteerde en als lichttechnicus meewerkte aan de opnames van muziekvideo's en reclamespots. In 1989 maakte hij met Embrasse-moi zijn officieel debuut als cameraman. Twee jaar later leidde hij ook de opnames van de Franse cultfilm Delicatessen (1991).
Midden jaren 1990 werkte hij in Parijs met de Amerikaanse regisseur David Fincher samen aan de opnames van een Nike-reclamespot. Vervolgens werkten de twee ook samen aan de succesvolle misdaadthriller Se7en (1995). De twee werkten enkele jaren later ook samen aan de thriller Panic Room (2002), maar Khondji werd al snel ontslagen na een meningsverschil met de regisseur over hoe de film er moest uitzien.
Voor de Britse regisseur Alan Parker filmde hij in 1996 de musicalfilm Evita. De film, met popzangeres Madonna als hoofdrolspeelster, leverde Khondji zowel een Oscar- als BAFTA-nominatie op. In dezelfde periode filmde Khondji ook verscheidene muziekvideo's voor Madonna.
Verder werkte Khondji ook samen met bekende regisseurs als Bernardo Bertolucci, Roman Polański, Sydney Pollack, Danny Boyle en Bong Joon-ho. Met Woody Allen werkte hij doorheen de jaren samen aan de films Anything Else (2003), Midnight in Paris (2011), To Rome with Love (2012), Magic in the Moonlight (2014) en Irrational Man (2015).

## Filmografie

### Film
| - Embrasse-moi (1989) - Le trésor des îles chiennes (1990) - Delicatessen (1991) - Prague (1992) - Shadow of a Doubt (1993) - Parano (1994) - La cité des enfants perdus (1995) - Marie-Louise ou la permission (1995) - Se7en (1995) - Stealing Beauty (1996) - Evita (1996) - Alien: Resurrection (1997) - In Dreams (1999) - The Ninth Gate (1999) - The Beach (2000) - Panic Room (2002) - Anything Else (2003) |  | - Wimbledon (2004) - The Interpreter (2005) - My Blueberry Nights (2007) - Funny Games (2007) - The Ruins (2008) - Chéri (2009) - Midnight in Paris (2011) - Amour (2012) - To Rome with Love (2012) - The Immigrant (2013) - Magic in the Moonlight (2014) - Irrational Man (2015) - The Lost City of Z (2016) - Okja (2017) - Uncut Gems (2019) - Bardo (2022) - Mickey 17 (2025) - Eddington (2025) |

### Televisie
- Méliès 1988 (1988)
- Too Old to Die Young (2019)

## Nominaties
| Film                              | Categorie        | Uitslag       |
| Academy Award                     | Academy Award    | Academy Award |
| --------------------------------- | ---------------- | ------------- |
| Evita (1996)                      | Beste camerawerk | Genomineerd   |
| BAFTA Award                       |                  |               |
| Evita (1996)                      | Beste camerawerk | Genomineerd   |
| César                             |                  |               |
| Delicatessen (1991)               | Beste camerawerk | Genomineerd   |
| La cité des enfants perdus (1995) | Beste camerawerk | Genomineerd   |
| Amour (2012)                      | Beste camerawerk | Genomineerd   |
| Independent Spirit Award          |                  |               |
| Midnight in Paris (2011)          | Beste camerawerk | Genomineerd   |
| The Immigrant (2013)              | Beste camerawerk | Genomineerd   |
| Satellite Award                   |                  |               |
| Evita (1996)                      | Beste camerawerk | Genomineerd   |